# Christoph Eigenmann
Christoph Eigenmann (* 22. Mai 1979 in Wattwil) ist ein ehemaliger Schweizer Skilangläufer. Er trat in der Disziplin Sprint an.

## Werdegang
Eigenmann, der für die Gardes-frontière startete, nahm von 1998 bis 2014 an Wettbewerben der Fédération Internationale de Ski teil. Sein erstes Weltcuprennen lief er im März 2000 in Lahti, welches er auf dem 32. Platz im Sprint beendete. In den Jahren 2000 und 2002 wurde er Schweizer Meister im Sprint. Im Dezember 2001 holte er in Cogne mit dem 14. Rang seine ersten Weltcuppunkte. Bei den Olympischen Winterspielen 2002 in Salt Lake City errang er den 18. Platz im Sprint. Bei den nordischen Skiweltmeisterschaften 2003 im Val di Fiemme belegte er den 28. Platz. Im Februar 2005 erreichte er erstmals mit dem achten Platz in Reit im Winkl eine Top-Zehn-Platzierung im Weltcup. Bei den nordischen Skiweltmeisterschaften 2005 in Oberstdorf kam er auf den 29. Platz im Sprint und den 19. Rang zusammen mit Peter von Allmen im Teamsprint. Seine stärkste Saison hatte er 2005/06. Er lief in fast allen Sprintwettbewerben in die Punkteränge. Bei den Olympischen Winterspielen 2006 in Pragelato erreichte er den 30. Platz im Sprint und den 15. Rang im Teamsprint. Im März 2006 holte er mit dem zweiten Rang in Changchun seine erste Podestplatzierung im Weltcup. Die Saison beendete er auf dem 27. Rang in der Weltcupgesamtwertung und dem zehnten Rang in der Sprintwertung. Bei der Tour de Ski 2006/07 gewann er das Sprintetappenrennen in München. Bei den nordischen Skiweltmeisterschaften 2007 in Sapporo errang er den 33. Platz im Sprint und den 12. Platz zusammen mit Remo Fischer im Teamsprint. Bei den nordischen Skiweltmeisterschaften 2009 in Liberec kam er auf den 16. Rang im Teamsprint. Im Dezember 2009 belegte er in Düsseldorf den vierten Rang im Teamsprint. Bei seiner dritten und letzten Olympiateilnahme 2010 in Vancouver erreichte er den 34. Platz im Sprint. Im Dezember 2010 holte er in Düsseldorf mit dem achten Rang seine letzte Top-Zehn-Platzierung in einem Weltcupsprintrennen. Bei den nordischen Skiweltmeisterschaften 2011 in Oslo belegte er den 40. Platz im Sprint und den 16. Rang im Teamsprint. Im März 2013 gewann er Bronze im Sprint und Gold mit der Staffel bei den Schweizer Meisterschaften in Sedrun. Nach der Saison 2013/14 beendete er seine Karriere.

## Etappensiege bei Weltcuprennen
| Nr. | Datum             | Ort     | Disziplin       | Rennen              |
| --- | ----------------- | ------- | --------------- | ------------------- |
| 1.  | 31. Dezember 2006 | München | Sprint Freistil | Tour de Ski 2006/07 |

## Teilnahmen an Weltmeisterschaften und Olympischen Winterspielen

### Olympische Spiele
- 2002 Salt Lake City: 18. Platz Sprint Freistil
- 2006 Turin: 15. Platz Teamsprint klassisch, 30. Platz Sprint Freistil
- 2010 Vancouver: 34. Platz Sprint klassisch

### Nordische Skiweltmeisterschaften
- 2003 Val di Fiemme: 28. Platz Sprint Freistil
- 2005 Oberstdorf: 19. Platz Teamsprint Freistil, 29. Platz Sprint klassisch
- 2007 Sapporo: 12. Platz Teamsprint Freistil, 33. Platz Sprint klassisch
- 2009 Liberec: 16. Platz Teamsprint klassisch
- 2011 Oslo: 16. Platz Teamsprint klassisch, 40. Platz Sprint Freistil

## Platzierungen im Weltcup

### Weltcup-Statistik
Die Tabelle zeigt die erreichten Platzierungen im Einzelnen.
- 1.–3. Platz: Anzahl der Podiumsplatzierungen
- Top 10: Anzahl der Platzierungen unter den ersten zehn
- Punkteränge: Anzahl der Platzierungen innerhalb der Punkteränge
- Starts: Anzahl gelaufener Rennen in der jeweiligen Disziplin
- Hinweis: Bei den Distanzrennen erfolgt die Einordnung gemäss FIS.

| Platzierung         | Distanzrennen a | Distanzrennen a | Distanzrennen a | Distanzrennen a | Distanzrennen a | Skiathlon Verfolgung | Sprint | Etappen- rennen b | Gesamt | Team c | Team c  |
| Platzierung         | ≤ 5 km          | ≤ 10 km         | ≤ 15 km         | ≤ 30 km         | > 30 km         | Skiathlon Verfolgung | Sprint | Etappen- rennen b | Gesamt | Sprint | Staffel |
| ------------------- | --------------- | --------------- | --------------- | --------------- | --------------- | -------------------- | ------ | ----------------- | ------ | ------ | ------- |
| 1. Platz            |                 |                 |                 |                 |                 |                      | 1      |                   | 1      |        |         |
| 2. Platz            |                 |                 |                 |                 |                 |                      | 1      |                   | 1      |        |         |
| 3. Platz            |                 |                 |                 |                 |                 |                      |        |                   |        |        |         |
| Top 10              |                 |                 |                 |                 |                 |                      | 9      |                   | 9      | 2      |         |
| Punkteränge         |                 |                 |                 |                 |                 |                      | 38     |                   | 38     | 12     | 1       |
| Starts              |                 |                 | 1               |                 |                 | 1                    | 81     |                   | 83     | 12     | 1       |
| Stand: Karriereende |                 |                 |                 |                 |                 |                      |        |                   |        |        |         |

### Weltcup-Gesamtplatzierungen
| Saison  | Gesamt | Gesamt | Sprint | Sprint |
| Saison  | Punkte | Platz  | Punkte | Platz  |
| ------- | ------ | ------ | ------ | ------ |
| 2001/02 | 18     | 102.   | 18     | 49.    |
| 2002/03 | 29     | 77.    | 29     | 40.    |
| 2003/04 | -      | -      | -      | -      |
| 2004/05 | 123    | 40.    | 131    | 17.    |
| 2005/06 | 197    | 27.    | 199    | 10.    |
| 2006/07 | 40     | 84.    | 40     | 40.    |
| 2007/08 | 107    | 59.    | 107    | 23.    |
| 2008/09 | 24     | 116.   | 24     | 64.    |
| 2009/10 | 44     | 104.   | 44     | 51.    |
| 2010/11 | 66     | 75.    | 66     | 35.    |
| 2011/12 | 29     | 113.   | 29     | 62.    |
| 2012/13 | 14     | 135.   | 14     | 80.    |